# Wohnhaus (Darmstadt-Eberstadt, Heidelberger Landstraße 242)
Das Wohnhaus, Heidelberger Landstraße 242 ist ein Bauwerk in Darmstadt-Eberstadt. 

## Geschichte und Beschreibung
Das Wohnhaus in der Heidelberger Landstraße ist ein zweigeschossiges, traufständiges braunrotes Klinkergebäude das um das Jahr 1930 erbaut wurde.
Das Erdgeschoss wird durch ein Bruchsteinquadermauerwerk betont.
Das flach geneigte Satteldach besitzt eine Biberschwanzdeckung.
Die Asymmetrisch, expressiv betonte Fassade besitzt einen eigenwilligen kubischen Erker der durch eine mittige Konsole getragen wird.
Die Eingangstür und das Garagentor sind als beschlagene Bronzetüren mit grafisch asymmetrisch gestaltetem Rechteckmuster ausgeführt.

## Denkmalschutz
Aus architektonischen und stadtgeschichtlichen Gründen ist das Bauwerk ein Kulturdenkmal.

## Bildergalerie

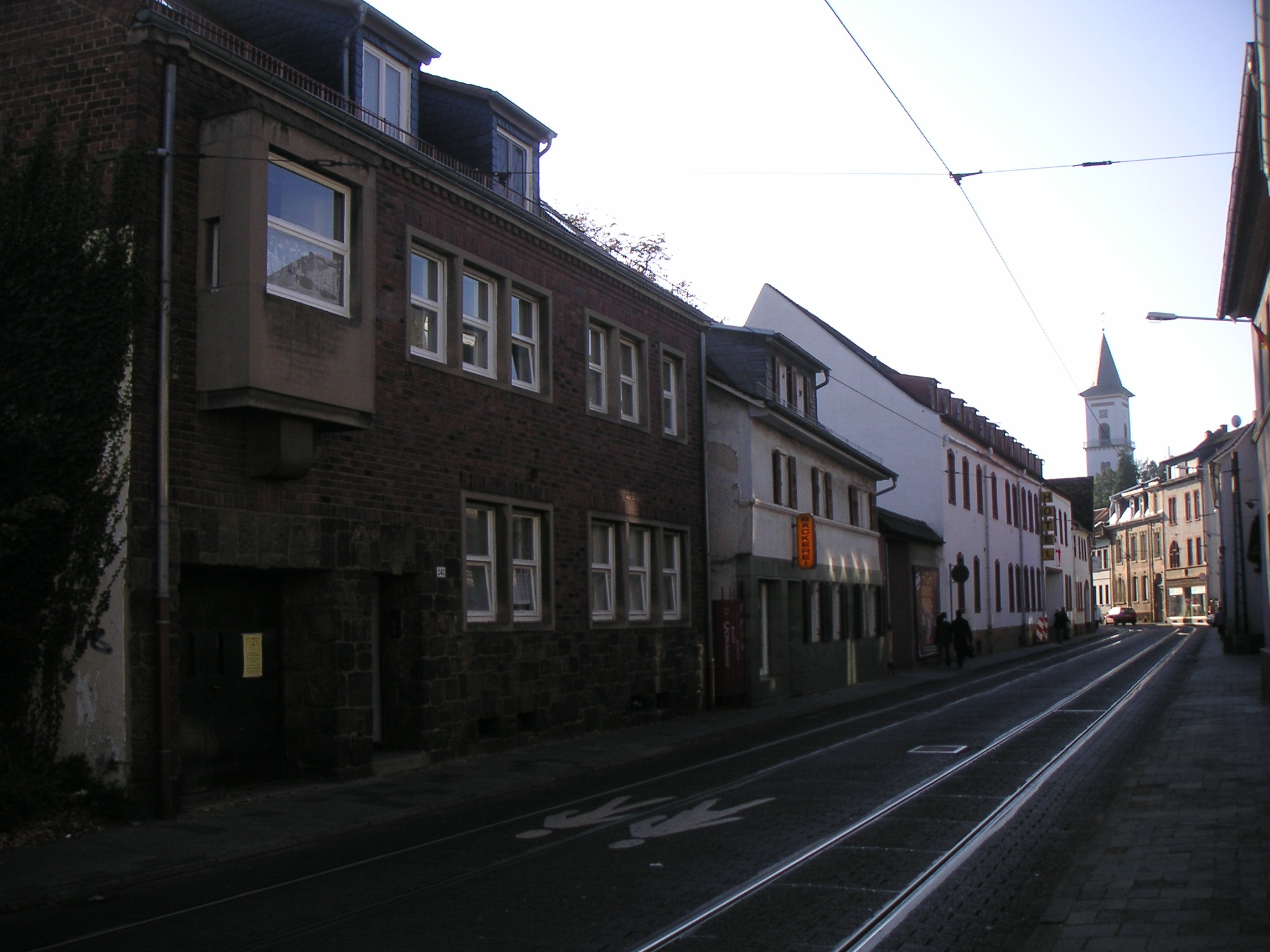
Wohnhaus (2006)
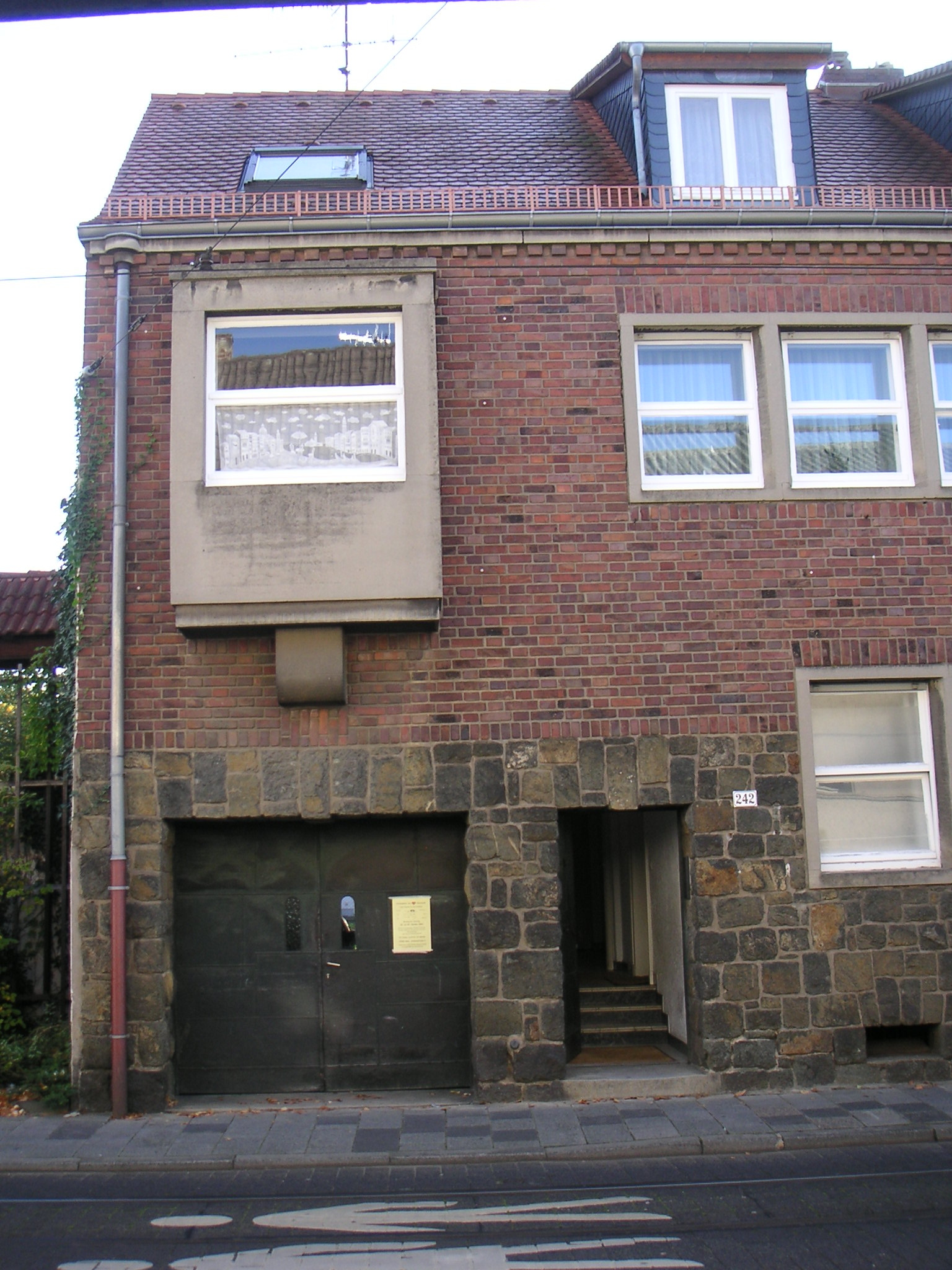
Wohnhaus, Eingangstür und Garagentor (2006)